# Josef Pech (hudební skladatel)
Josef Pech (narozen 1931) je český hudební skladatel. Je autorem hudby pro rozhlasové hry.

## Dílo
- 1972 Československý rozhlas Nikolaj Vasiljevič Gogol: Revizor. Překlad: Bohumil Mathesius, rozhlasová úprava: Kristián Suda, dramaturgie: Jaroslava Strejčková, hudba Josef Pech, režie Jiří Horčička. Osoby a obsazení: Chlestakov (Václav Postránecký), policejní direktor (Martin Růžek), jeho žena (Jarmila Krulišová), jeho dcera (Růžena Merunková), školní inspektor (Václav Vydra), Zemljanika (Čestmír Řanda), sudí (Eduard Dubský), poštmistr (Oldřich Musil), Dobčinský (Zdeněk Dítě), Bobčinský (Vladimír Hlavatý), inspektor (Josef Patočka), strážník Děržimorda (Svatopluk Skládal), sluha Osip (Bohumil Bezouška), Miška (Ladislav Kazda) a další. Nahrávka vyšla rovněž na CD.[1]
- 1974 Honoré de Balzac: Otec Goriot, režie Jiří Horčička
- 2001 Tomáš Vondrovic, Zdeněk Boubelík: O Honzovi : pohádka s písničkami